# Rod Strachan
Rod Strachan (Santa Mónica, Estados Unidos, 16 de octubre de 1955) es un nadador estadounidense retirado especializado en pruebas de cuatro estilos, donde consiguió ser campeón olímpico en 1976 en los 400 metros.

## Carrera deportiva
En los Juegos Olímpicos de Montreal 1976 ganó la medalla de oro en los 400 metros estilos, además batiendo el récord del mundo con 4:23.68 segundos, por delante de su paisano estadounidense Tim McKee y del soviético Andréi Smirnov.
Y en el Campeonato Mundial de Natación de 1973 celebrado en Belgrado ganó la plata también en los 400 metros estilos.

## Palmarés internacional
| Juegos Olímpicos               | Juegos Olímpicos      | Juegos Olímpicos | Juegos Olímpicos |
| Año                            | Lugar                 | Medalla          | Prueba           |
| ------------------------------ | --------------------- | ---------------- | ---------------- |
| 1976                           | Montreal (Canadá)     | Medalla de oro   | 400 m estilos    |
| Campeonato Mundial de Natación |                       |                  |                  |
| 1973                           | Belgrado (Yugoslavia) | Medalla de plata | 400 m estilos    |